# Alona Dubicka
Alona Dubicka, z domu Hryszko (biał. Алёна Грышко, ros. Елена Гришко, Jelena Griszko, ur. 25 stycznia 1990) – białoruska lekkoatletka specjalizująca się w pchnięciu kulą.

## Osiągnięcia
- złoty medal mistrzostw świata juniorów młodszych (Ostrawa 2007)
- srebro olimpijskiego festiwalu młodzieży Europy (Belgrad 2009)
- 4. miejsce podczas mistrzostw świata juniorów (Bydgoszcz 2008)
- złoto mistrzostw Europy juniorów (Nowy Sad 2009)
- 1. miejsce w kategorii U23 podczas zimowego pucharu Europy w rzutach (Arles 2010)
- 7. miejsce podczas mistrzostw Europy (Zurych 2014)
- 6. miejsce podczas mistrzostw świata (Pekin 2015)
- 9. miejsce podczas halowych mistrzostw świata (Portland 2016)
- 6. miejsce podczas mistrzostw Europy (Amsterdam 2016)
- 8. miejsce na igrzyskach olimpijskich (Rio de Janeiro 2016)
- 7. miejsce podczas halowych mistrzostw Europy (Belgrad 2017)
- 2. miejsce podczas zimowego pucharu Europy w rzutach (Leiria 2018)
- 6. miejsce podczas halowych mistrzostw świata (Birmingham 2018)
- brązowy medal mistrzostw Europy (Berlin 2018)
- 4. miejsce podczas halowych mistrzostw Europy (Glasgow 2019)
- 6. miejsce podczas mistrzostw świata (Doha 2019)
- 4. miejsce podczas halowych mistrzostw Europy (Toruń 2021)
- 2. miejsce podczas zimowego pucharu Europy w rzutach (Split 2021)
- 9. miejsce na igrzyskach olimpijskich (Tokio 2021)
- złota medalistka mistrzostw kraju

## Rekordy życiowe
- pchnięcie kulą (stadion) – 19,65 (2021)
- pchnięcie kulą (hala) – 18,94 (2019)